# Universidade de Trento
Universidade de Trento (em italiano, Università degli Studi di Trento) é uma instituição de ensino superior pública localizada na cidade de Trento, na Itália, fundada em 1962 por Bruno Kessler, localizada em Trento e perto de Rovereto. 
Os seus pólos didácticos e cientificas estão concentradas em três áreas principais: a área no centro da cidade de Trento, com as Faculdades de Economia, Sociologia, Direito, Artes e Humanidades, na colina de Povo-Mesiano com as Faculdades de Matemática, Física e Engenharia e com a Faculdade de Ciências Cognitivas em Rovereto.

## História
A Universidade de Trento foi fundada em 1962 como um Instituto de Educação Superior Universitária para Ciências Sociais. Tornou-se depois a primeira Faculdade de Sociologia em Itália. No entanto, o impacto na cidade era contraditório, isto porque a universidade era vista tanto como uma maneira de motivar um maior conhecimento e abertura para a cultura e, ao mesmo tempo, como um meio de protesto.
Para expandir a oferta educacional da Faculdade de Trento, em 1972 foi fundada a Faculdade de Ciência e em 1973 a de Economia. O projecto académico foi então expandido em 1984 com as Faculdades de Artes, Humanidades e Direito e em 1985 com a Faculdade de Engenharia. Em 2004 a Faculdade de Ciências Cognitivas foi fundada.

## Departamentos e Centros

### Departamentos
- Engenharias Civil, Ambiente e Mecânica
- Economia e Gestão
- Direito
- Humanidades
- Engenharia Industrial
- Engenharia da Informação e Informática
- Matemática
- Física
- Psicologia e Ciências Cognitivas
- Sociologia e Investigação Social

### Centros
- CIBIO - Centre for Integrative Biology

- CIMEC - Centre for Mind/Brain Sciences
- SSI - School of international studies
- CAFE - Center Agriculture, Food, Environment

### Centros de Investigação
- FBK - Bruno Kessler Foundation
- FEM - Edmund Mach Foundation

## Internacionalização
Uma importância especial foi dada pela Universidade à internacionalização desde os seus primeiros anos. A Universidade tem-se focado no departamento de alianças internacionais estratégicas com uma vista para a complementação. A Universidade de Trento tem parcerias com Universidades prestigiadas e centros de investigação em todo o mundo e faz parte de redes de cooperação importantes (como por exemplo, Consorzio Time e Asea-Uninet GE4).
À parte do projecto LLP-Erasmus, a Universidade tem suportado acordos de double degree desde 1997. Um dos mais recentes é o double degree em Engenharia Civil com a Universidade de Tongi, na China (Maio 2008): através deste acordo, os estudantes podem adquirir um mestrado em Engenharia Civil na Universidade de Tongi e um mestrado na Universidade de Trento em dois anos. De outros acordos recentes destaca-se o European Institute of Innovation and Technology (EIT Digital), um acordo Europeu onde os alunos podem adquirir um double degree na área de Engenharia Informática em duas faculdades diferentes europeias. A Universidade de Trento faz parte do programa Erasmus Mundus e do Erasmus Mundus External (agora chamado de Erasmus Mundos II). A Universidade tem um grande número de acordos com outras Universidades na Ásia, América, Médio Oriente e Oceania.Existe também uma colaboração de cooperação com Universidades de África e da América Latina.  
Professores estrangeiros e visitantes perfazem 10% do total de professores. A colaboração com a Alemanha trouxe a Trento, um lugar da Universidade Italiana-Alemã, uma instituição que liga com acordos para a coordenação de ensino avançado e de investigação entre faculdades italianas e alemãs.

## Reputação
Em 2012, a Universidade de Trento celebrou os seus primeiros 50 anos: uma tradição que faz com que esta instituição seja reconhecida como uma das universidades-líder em Itália, como indicado por diversas classificações nacionais. A qualidade da Universidade de Trento foi confirmada pela primeira avaliação nacional conduzida pelo MIUR (Ministério de Educação das Universidades e Centros de Investigação) e publicado no Verão de 2009. A Universidade de Trento, segundo com os critérios do ministério, provou ter alcançado os melhores standards de qualidade de ensino e de investigação. Com este resultado a Universidade de Trento alcançou o título de "Universidade mais virtuosa de Itália".
Em 2013 um relatório do ANVUR (Agência Nacional Italiana de Avaliação do Sistema de Educação Italiana), a Universidade de Trento ganhou o primeiro lugar na categoria de produção cientifica de universidades de tamanho médio. Entre muitos outros prémios nos últimos anos.

## Serviços
Em colaboração com a Opera Universitaria, a Universidade de Trento oferece 1500 acomodações no campus de San Bartolameo, em residências de estudantes ou por apartamentos com acordos especiais com a Universidade. A Universidade tem uma Biblioteca Central composta por diferentes edifícios (um em cada Faculdade), onde os estudantes podem consultar livros ou requisitá-los, estudar ou usar os computadores disponíveis, de acordo com as longas horas de abertura (até à meia noite ou aos Sábados e Domingos).
Com o Welcome Office, a Universidade suporta os estudantes intencionais e investigadores que chegam com os procedimentos administrativos ligados com a sua chegada e vivência em Trento (como os vistos, permissões de residência, seguros de saúde, acomodação, números de segurança nacionais, etc) e fornece informação sobre as modalidades e documentação precisa para a inscrição.  
O mais recente projecto da Universidade é o UNI.sport, a nova rede universitária para serviços de desporto e espaços físicos para a prática do mesmo acessível aos estudantes da Universidade. 
Também graças à Opera Universitária a Universidade é capaz de oferecer bolsas aos estudantes. Desde o ano lectivo de 2008/2009 a Universidade de Trento alterou radicalmente as suas propinas, de acordo com o mérito e esforços dos estudantes. Aqueles que se decidem candidatar podem ter a oportunidade de se candidatarem também a bolsas com valores até aos 4 000 €.  

## Reitores
- 1962 – 1968 Mario Volpato
- 1968 – 1970 Francesco Alberoni
- 1970             Norberto Bobbio
- 1970 – 1972 Guido Baglioni
- 1972 – 1978 Paolo Prodi
- 1977 – 1978 Ezio Clementel
- 1978 – 1990 Fabio Ferrari
- 1990 – 1996 Fulvio Zuelli
- 1996 – 2004 Massimo Egidi
- 2004 – 2013 Davide Bassi
- 2013 – 2014 Daria de Pretis
- 2014 –          Paolo Collini